# Mont Blakiston
Le mont Blakiston (anglais : Mount Blakiston) est la plus haute montagne du parc national des Lacs-Waterton. Le sommet, situé dans le chaînon Clark, a été nommé par Thomas Blakiston d'après lui-même lors de l'expédition Palliser en 1858.